# 灰者
『灰者』（はいしゃ、英題:ASHEN VICTOR）は、木城ゆきと作のSF漫画である。集英社の雑誌『週刊ヤングジャンプ増刊・ウルトラジャンプ』にて、1995年から1996年にかけて全4話が企画掲載された。単行本は1998年に同社より全1巻が発売された。木城の講談社移籍後は、『講談社コミックプラス』にて電子書籍化されている。

## 概要
木城の連載デビュー作である『銃夢』の連載終了後、『水中騎士』連載開始までの間に執筆された作品であり、『銃夢』のスピンオフ作である。同作に登場した、サイボーグ選手が高速でサーキットを疾駆しつつ、一個のボールを巡って格闘戦を繰り広げる架空の賭博モータースポーツ「モーターボール」の世界を舞台に、一人の選手の数奇な競技人生を描く。作中の描写から、『銃夢』モーターボール編（『銃夢』集英社版3～4巻）からは8年程度前の話であることが示唆されている。単行本ではタイトルに「SECRET HEART in MOTOR BALL」の副題が付され、帯には「木城ゆきとの暗黒」と銘打たれていた。

## ストーリー
クズ鉄街西部地区で絶大な人気を誇り、栄光を求めて数多の選手達が集うモーターボール界。3部リーグのチーム「スパンダウ」に所属する若手選手スネブは、新人テストで天才的な走りを披露して将来を期待された存在だった。だが、スネブはデビュー戦の最中にコース内に乱入した謎の観客「マラソンマン」と凄惨な死亡衝突事故を起こし、以降は憑りつかれたようにクラッシュを繰り返して初勝利はおろか完走すらままならず、先輩モーターボーラーのドラグノフらに罵倒される日々を送っていた。スネブは遂に成績不振でチームを解雇されるが、恋人の娼婦ベレッタは彼に対し、また走れる、そして勝て、と予言めいた励ましをかける。
一方、スパンダウ内では、スネブの解雇後に彼が思わぬ集客力を有していることが明らかになった。一部の観客は彼のクラッシュをパフォーマンスと捉え、選手のボディに搭載されたモニタリングカメラを通じてクラッシュを疑似体験することに狂気的な快楽を見出していたのだ。スパンダウのオーナーはスネブとの再契約を決め、彼を「自爆王」の二つ名でプロモートし、レースの勝利は目指させず意図的なクラッシュでモニタリング視聴率を稼がせることを目論む。オーナーの企みを知らないスネブは次こそはと意気込み、復帰戦のチケットをプレゼントするためベレッタの部屋を訪れるが、彼女は数日前に何者かによって惨殺されていた。
復帰戦でスネブは意図的に自爆せよとのオーナーや監督のベンの指示を無視し、完走を目指して懸命に走るが、結局はマラソンマンの幻影に唆されて自爆してしまう。失意のままに自宅に戻ったスネブは何者かの襲撃を受け負傷する。ベレッタの殺害と、自らへの襲撃の裏に何があるのか。スパンダウのエンジニアであるホルメゴルドと、ベレッタの親友ヴォーナの助けを借りて事件の真相を追うスネブは、やがて薬物投与によって選手の能力を意図的に上下させ、賭けの結果を操作しようと目論むモーターボール界を揺るがすスキャンダルを解き明かしていく。そして、自身が秘密裏に選手の能力を低下させる新薬「アダム」の実験台にされて自爆を繰り返していたことを知るのだった。
薬物スキャンダルの露見でオーナーやベンが行方をくらましたことで、スパンダウの活動継続は不可能となり、スネブはモーターボーラ―としての最後のレースを迎える。最早アダムを投与されることも、チームから自爆を強要されることもなく、心身ともに自由に走れるレースであるにも関わらず、スネブの心は観客から自爆を期待されることへの恐怖で満たされていた。煮え切らない思いのまま走り出したスネブの背後に、アダムを投与されていないにも関わらずなおもマラソンマンの幻影が迫る。スネブは半狂乱に陥るが、その時上位グループの争いからこぼれたモーターボールが偶然彼の手中に収まった。「約束を果たせ」とボールが語りかけてくる幻影を見たスネブは猛然と走り出す。ボール保持者のスネブには他の選手が次々と襲い掛かるが、彼の走りに翻弄され逆に自爆していく。スネブはコースレコードを更新する驚異の走りで周回を続け、ゴール目前で襲い掛かって来たドラグノフをも退けて倒れ込むようにゴールに飛び込み、念願の初勝利を決めた。スネブを待っていたのは歓声と祝福ではなく、自爆の期待を裏切られた万座の観客からのブーイングだったが、走り切ったスネブの表情には穏やかな笑みが浮かんでいた。通算成績19戦1勝。この日の配当金は68万5200チップと史上最高の大穴となった。
その後、スネブの行方は知れない。

## キャラクター
スネブ
本作の主人公。3部リーグのチーム「スパンダウ」に所属する若手モーターボーラー。選手番号5番。本来は天才的な走りのスピードとテクニックを持つ選手だが、デビュー戦でコース内に乱入した謎の観客「マラソンマン」との死亡衝突事故を起こして以来、レース中にマラソンマンの幻影に悩まされてクラッシュを繰り返すようになり、現在では「自爆王」と揶揄される存在である。血生臭いモーターボールの世界に身を置いてはいるが、他人と張り合うことを好まず、自身が侮辱や解雇通告を受けても感情を表に出さない内向的な性格の持ち主。
ベレッタ
スネブの恋人の娼婦。チームを解雇されたスネブに対し、トランプ占いを用いて「またサーキットで走れる」と予言めいた励ましを与え、謎の「ラッキーナンバー」を提示するが、その後客を装った何者かに惨殺される。
ヴォーナ
ベレッタの仕事仲間であり親友の娼婦。生前のベレッタにスネブを探すよう頼まれていた。事件を追う彼に協力する。
ホルメゴルド
「スパンダウ」の老エンジニア。パワーや重量に頼らず走りで勝利できる選手としてスネブに惚れ込み、公私問わず彼を支援する。
ベン
「スパンダウ」監督。ホルメゴルドとは異なり現在のモーターボールは暴力で成り立つものと割り切っており、結果を残せないスネブには冷淡に接する。
ドラグノフ
「スパンダウ」所属の、スネブの先輩モーターボーラー。選手番号4番。開発されたばかりの新薬である神経反応加速剤「アクセル」の力を借り、頭角を現している。完走すらままならないスネブを毛嫌いし、公然と罵倒する。

## 書誌情報
- 木城ゆきと 『灰者』 集英社〈YOUNG JUMP COMIX ULTRA〉 1998年6月24日初版、ISBN 9784087825602